# Hojaldres de Astorga
Los hojaldres de Astorga, también llamados mielitos, son un dulce típico de la ciudad española de Astorga, en la provincia de León, comunidad autónoma de Castilla y León.

## Descripción
Se trata de un dulce consistente en dos placas de hojaldre superpuestas y horneadas, bañadas en un almíbar hecho con azúcar y miel que los hace característicos. Se empezaron a comercializar en los años 60 del siglo XX y, aunque son típicos de Astorga, se encuentran también en otros lugares de la geografía española.